# L'eau dort
L'eau dort (titre originel : Water Sleeps) est le titre des dixième et onzième volets du Cycle de la Compagnie noire, les quatrième et cinquième tomes des Livres de la pierre scintillante (suivant Elle est les ténèbres). Cette œuvre est disponible en deux tomes, parus respectivement en 1999 et 2000 dans leur première version anglaise. En France, la première maison d'édition les publiant est L'Atalante, tous deux en 2004.  
Cette œuvre a été traduite de l'américain au français par Frank Reichert.
Relatée par Roupille, qui prend la suite de Murgen au poste d'annaliste et celle de Toubib au poste de capitaine, cette annale conte, quinze ans après les derniers évènements présents dans les annales, la manière avec laquelle ce qu'il reste de la Compagnie Noire tente de libérer ses membres prisonniers de la Forteresse sans nom.

## Résumé
Les dernières pages du tome précédent (Elle est les ténèbres) content la manière dont Volesprit se libère des griffes de Madame, probablement avec l'aide de Saule Cygne, et parvient à s'enfuir de la Forteresse sans nom tout en enterrant vivants la quasi-totalité des personnages de la Compagnie Noire qui ont animé son commandement depuis des années. Seule une poignée de membres parviennent à éviter ce triste sort parmi lesquels Roupille qui, ayant été capturée par Volesprit au nord de la Porte d'Ombres, n'a pu participer au périple, ainsi que les deux magiciens Qu'un-Œil et Gobelin, l'un ayant fugué de la Compagnie peu de temps auparavant et l'autre revenant d'une mission suffisamment tard pour lui faire rater le convoi principal.
Narayan Singh s'étant échappé de sa cage dans le but de libérer la Fille de la nuit, ces deux derniers sont libres de continuer leurs agissements.
L'histoire prend place à Taglios. La Radisha est devenue princesse de la ville et contrôle l'administration, tandis que Volesprit, désormais connue sous le nom de la Protectrice, a pris le contrôle de l'armée. La peur règne. Qu'un-Œil, Gobelin et Roupille ont retrouvé Sahra, la femme de Murgen, puissante nécromancienne Nyueng-Bao. Celle-ci peut invoquer l'esprit de Murgen, et ainsi accéder à de nombreuses et utiles informations, tandis que les deux magiciens vétérans de la Compagnie tissent des sorts de désorientation, permettant à leur repaire de rester inconnu de tous.
Leur but est triple : lancer des sortilèges mineurs régulièrement dans la ville, la plupart desquels produisent une intense fumée et une voix lugubre clamant "l'eau dort", capturer des membres de l'administration et de l'armée, de préférence haut placés, afin d'obtenir des informations concernant les agissements du pouvoir en place, et évidemment découvrir la manière dont ils pourront libérer le reste de la Compagnie, ensevelie depuis plus de quinze années sous les ruines de la Forteresse sans nom.
Pour ce faire, Roupille, Sahra et son fils Tobo se travestissent dès que nécessaire et jouent le rôle de femmes et hommes de ménage dans le palais, afin d'élaborer des plans d'enlèvement précis. Roupille se travestit également en homme pour s'infiltrer dans la bibliothèque où sont présents (bien qu'ayant dû être déplacés il y a bien longtemps) les trois premiers tomes des annales de la Compagnie Noire, tomes rédigés dans une langue éteinte depuis sept siècles et renfermant des informations, selon Roupille, permettant de libérer le reste de la Compagnie.
Lorsque Narayan Singh et la Fille de la Nuit refont surface dans un quartier de Taglios, les membres de la Compagnie se mettent à espérer que ceux-ci possèdent des informations concernant une certaine Clé, que la Protectrice semble rechercher.
Ceci mène la Compagnie jusqu'à capturer Saule Cygne, le félon et la Fille de la Nuit, le directeur de la bibliothèque dans laquelle officiait Roupille, puis la Radisha Drah au prix d'une intrusion de Gobelin dans le palais et d'une belle frayeur lors de sa sortie, effectuée avec Volesprit sur les talons.
Parallèlement, Roupille parvient non sans mal à soutirer des informations concernant les Nyueng-Bao à l'oncle Doj, qui est, vraisemblablement dans un but précis, devenu plus loquace sur ses origines ainsi que sur ses buts. Le directeur de la bibliothèque est chargé par Roupille de traduire les premiers tomes des annales de la Compagnie, dans le but de découvrir les origines du voyage entrepris par la Compagnie originelle hors du Khatovar, ainsi que pour découvrir un moyen de libérer les Captifs.
Narayan Singh étant très attaché à sa comparse, menacer la vie de cette dernière permet à la Compagnie Noire d'apprendre l'emplacement de la Clé et d'entreprendre, avec ses prisonniers, une sortie de la ville vers l'emplacement supposé de cet artefact, qui se trouve être le lieu de l'ancien temple des Étrangleurs, pour ensuite migrer vers la Porte d'Ombres.
Deux groupes de voyageurs sont ainsi formés afin d'éviter d'éveiller le moindre soupçon. Le groupe de Roupille est guidé par Narayan Singh vers le temple des Étrangleurs afin d'échanger la Clé contre le premier Livre des Morts (que la Fille de la Nuit a commencé de traduire) et la liberté du Félon. Le groupe de Sahra se dirige vers Kiaulune, ville proche de la Porte d'Ombres, traînant avec lui la Fille de la Nuit et s'installant au mieux en attendant l'arrivée du reste de la troupe...

## Personnages principaux
- Roupille : devenue capitaine et annaliste de la Compagnie Noire, sa tâche primordiale est de récupérer et trouver un moyen de traduire les trois premiers tomes des annales de la Compagnie, afin de libérer ses comparses.
- Sahra : femme de Murgen, nécromancienne Nyueng-Bao, elle cherche à faire revenir son mari d'entre les ombres. A moins qu'un but caché ne la motive...
- Qu'un-Œil : magicien à la petite semaine, vétéran de la Compagnie Noire, il aide aux enlèvements perpétrés par la Compagnie en distillant des sorts de faible envergure mais néanmoins déstabilisants.
- Gobelin : comme Qu'un-Œil, Gobelin est un rescapé de la Compagnie Noire qui officiait dans le Nord il y a de nombreuses années, et réalise certains sorts permettant aux membres de passer inaperçus, ou encore diffusant l'idée selon laquelle la Compagnie Noire est encore debout parmi la population de Taglios.
- Volesprit : surnommée la Protectrice, Volesprit recherche un talisman Nyueng-Bao permettant le contrôle de la porte d'ombres. Elle contrôle l'aspect militaire de Taglios et sème la terreur chez les habitants en envoyant le peu d'ombres encore à sa disposition tuer au hasard, la nuit.
- Murgen : enseveli dans les décombres de la Forteresse sans nom, Murgen parvient toujours à dégager son esprit de son corps et, à l'aide de sa femme et des magiciens, peut dialoguer, livrer des informations et faire connaissance avec son fils.

## Personnages secondaires
- Tobo : fils de Murgen et de Sahra, Tobo est un adolescent qui veut faire la connaissance de son père à travers ses apparitions. Les enseignements de Qu'Un-Œil et de Gobelin en font un petit magicien en devenir.
- Narayan Singh : étrangleur suprême ayant acquis une solide réputation de traître à travers tout le Sud de la mer des Tourments, le Félon est persuadé d'être chargé par sa déesse Kina de créer les conditions propices à l'avènement de l'Année des Crânes, durant laquelle cette dernière se réveillera et répandra la terreur.
- La Fille de la Nuit : née de l'union de Toubib et de Madame, elle est enlevée par Narayan dès sa naissance, Kina ayant signifié l'importance du bébé concernant sa résurrection. Son but est de traduire le Livre des Morts en une langue vivante afin d'en utiliser les avantages.
- Saule Cygne : ancien membre de la Compagnie Noire, Cygne trahit les siens en permettant, sciemment ou guidé par ses instincts les plus animaux, la libération de Volesprit lors de l'arrivée de la Compagnie entre les murs de la Forteresse sans nom. Il obtient un rôle important dans l'administration de Taglios mais est capturé quinze années plus tard et retrouve ainsi ses anciens collègues.
- L'oncle Doj : Nyueng-Bao très respecté, l'oncle Doj manie l'épée avec dextérité malgré son âge avancé. Il montre qu'il possède des informations sans pour autant les révéler, ce qui amène la Compagnie à le tolérer à ses côtés malgré sa fâcheuse tendance à la disparition intempestive.